# Vĩnh Chánh
Vĩnh Chánh là một xã thuộc huyện Thoại Sơn, tỉnh An Giang, Việt Nam.

## Địa lý
Xã Vĩnh Chánh nằm ở phía đông huyện Thoại Sơn, có vị trí địa lý: 
- Phía đông giáp xã Phú Thuận.
- Phía tây giáp Vĩnh Khánh.
- Phía nam giáp thành phố Cần Thơ
- Phía bắc giáp thị trấn Phú Hòa và xã Vĩnh Trạch.

Xã Vĩnh Chánh có diện tích 38,17 km², dân số năm 2019 là 9.951 người, mật độ dân số đạt 261 người/km².

## Hành chính
Xã Vĩnh Chánh được chia thành 4 ấp: Đông An, Tây Bình A, Tây Bình B, Tây Bình C.

## Di tích - Thắng cảnh

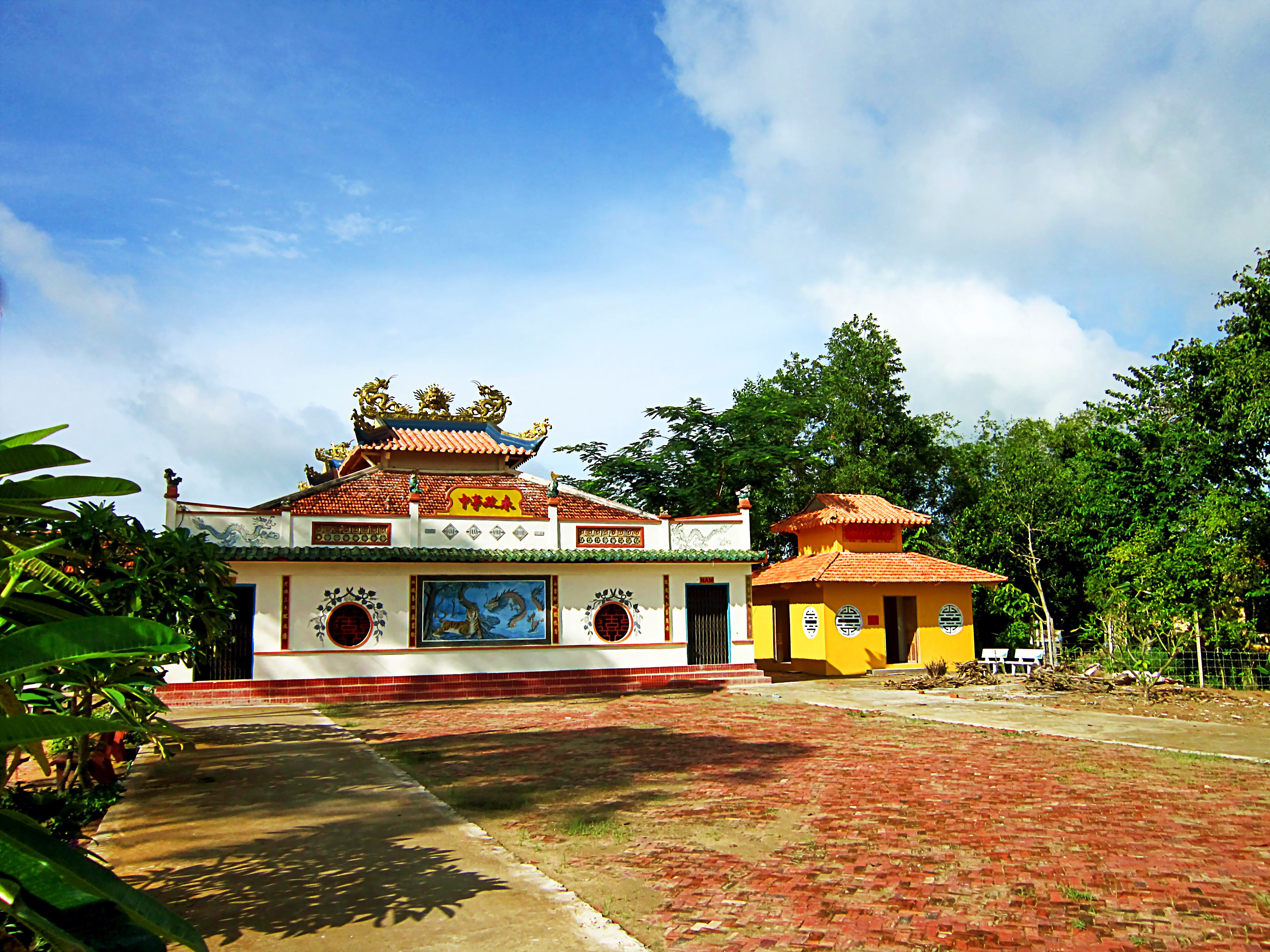
Đình Vĩnh Chánh

## Lịch sử
- Quyết định 56-CP[3] ngày 11 tháng 03 năm 1977 của Hội đồng Chính phủ, hợp nhất huyện Huệ Đức và huyện Châu Thành thành một huyện lấy tên là huyện Châu Thành, xã Vĩnh Chánh thuộc huyện Châu Thành
- Quyết định 181-CP[4] ngày 25 tháng 04 năm 1979 của Hội đồng Chính phủ, chia tách xã Vĩnh Chánh, tách 2/3 ấp Tây Khánh lập thành xã Vĩnh Khánh và sáp nhập một phần các ấp Đông An, Tây Bình A, Tây Bình B (theo lòng rạch Mạc Cần Vện) vào xã Vĩnh Trạch.
- Quyết định 300-CP[5] ngày 23 tháng 08 năm 1979 của Hội đồng Bộ trưởng, chia huyện Châu Thành thành hai huyện lấy tên là huyện Châu Thành và huyện Thoại Sơn, xã Vĩnh Chánh thuộc huyện Thoại Sơn.

## Ảnh

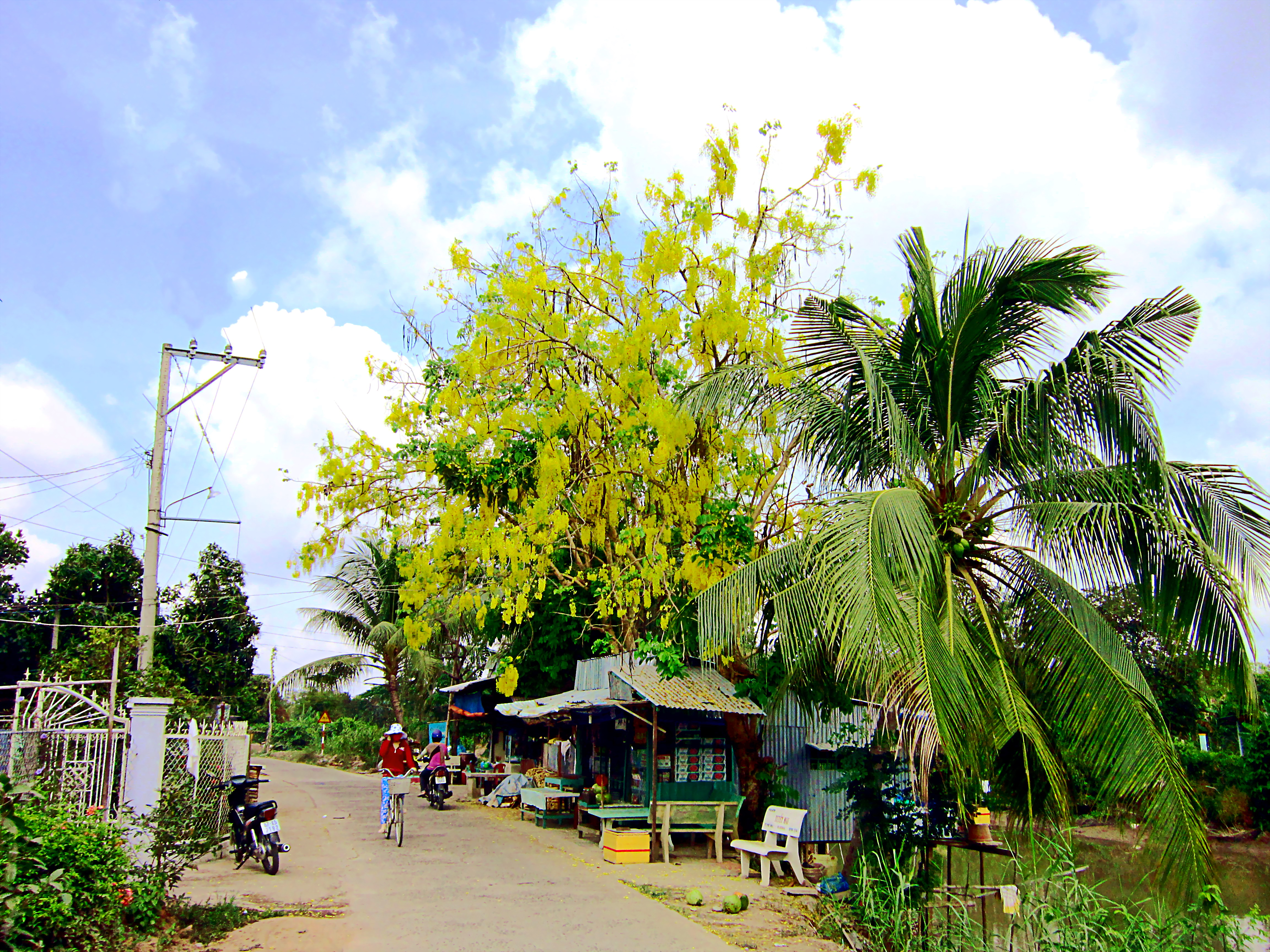
Một con đường bê tông ở xã Vĩnh Chánh.
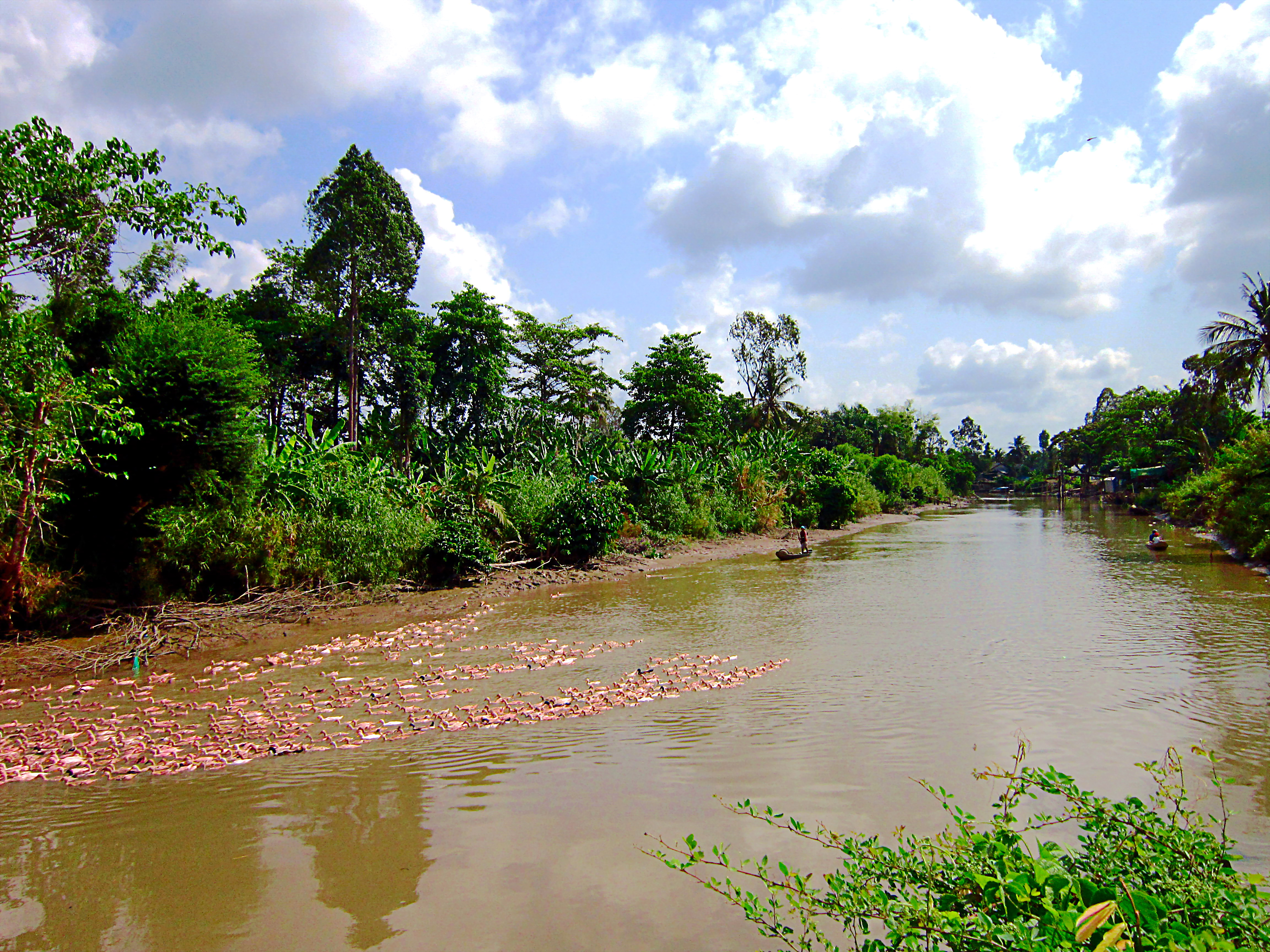
Một con rạch nhỏ chảy qua xã Vĩnh Chánh.
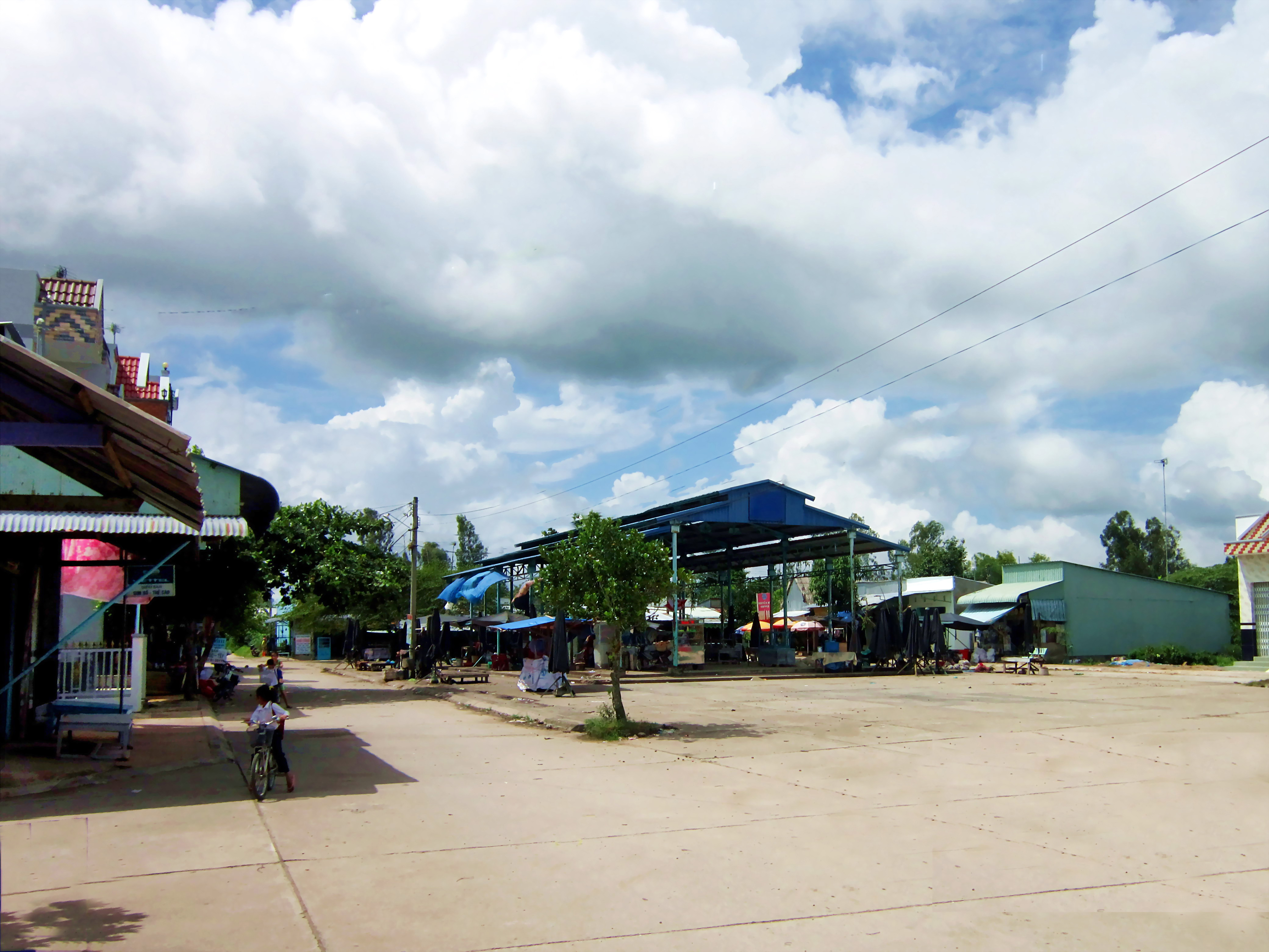
Chợ xã Vĩnh Chánh.
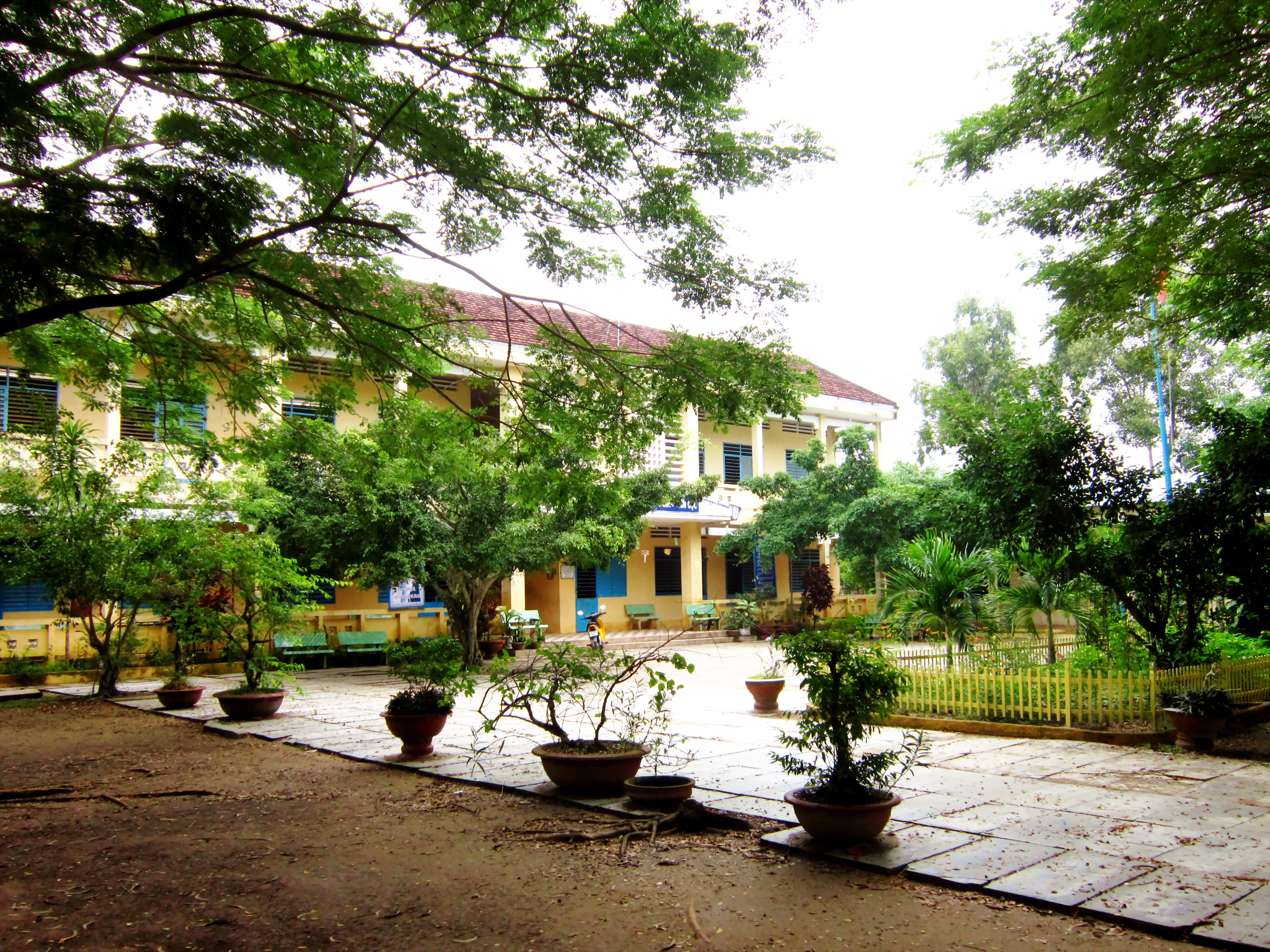
Trường Tiểu học B Vĩnh Chánh.